# Aldimmine
Nella chimica organica, una aldimmina è una immina strutturalmente analoga ad un'aldeide. 

In quanto tali, le aldimmine hanno la formula generale R–CH=N–R', dove R e R' possono essere gruppi alchilici o arilici, ma anche essere H (uno o entrambi), e sono simili alle chetimmine, le immine derivate dai chetoni. 

Un sottoinsieme importante delle aldimmine sono le basi di Schiff, in cui il sostituente sull'atomo di azoto è un gruppo alchilico o arilico (R' ≠ H).

Aldimmina primaria
Aldimmina secondaria
Aldeide